# Labena pudenda
Labena pudenda är en stekelart som beskrevs av Ian D. Gauld och Holloway 1986. Labena pudenda ingår i släktet Labena och familjen brokparasitsteklar. Inga underarter finns listade i Catalogue of Life.